# سکتس میلس (اورگن)
سکتس میلس (به انگلیسی: Scotts Mills) شهری در شهرستان مارو ایالت اورگن است و در سرشماری سال ۲۰۱۱ میلادی، ۳۲۹ نفر جمعیت داشته که نسبت به سال ۲۰۱۰، ۰٫۸۴ درصد رشد جمعیت داشته‌است.

## موقعیت جغرافیایی
موقعیت جغرافیایی شهرها و مناطق اطراف به شرح زیر است: